# Trận Raphia
Trận Raphia (Rafah) hay còn gọi là trận Gaza, là trận đánh diễn ra vào ngày 22 tháng 6 năm 217 TCN, tại vùng Rafah, gần Gaza, giữa các lực lượng  của Ptolemaios IV, vua của Ai Cập và Antiochos III của đế quốc Seleucos trong cuộc chiến tranh Syria. Đây là một trong những trận đánh lớn nhất xảy ra giữa các quốc gia Hy Lạp hóa - Diadochi nhằm xác định chủ quyền đối với vùng đất Coele Syria.

## Tương quan lực lượng
Theo Polybius, Ptolemaios có 70.000 lính bộ binh, 5.000 kị binh và 73 voi chiến. Còn Antiochus có 62.000 bộ binh, 6.000 kị binh và 103 voi chiến.

### Lực lượng của Antiochus theo Polybius
Quân đội của Antiochus gồm:
- 5.000 lính khinh binh gồm người Daae, Carmanians và Cilicians  đặt dưới quyền chỉ huy của Byttacus, người Macedonia;
- 10.000 lính Phalangites (các Argyraspides hoặc Những chiếc khiên bạc) dưới sự chỉ huy của Theodotus, người xứ Aetolian, kẻ đã phản bội Ptolemaios và đem dâng những vùng đất như Coele Syria và Phoenicia cho Antiochus;
- 20.000 lính Phalangites dưới quyền của Nicarchus và Theodotus Hemiolius;
- 2.000 lính bắn cung và ném đá người Ba Tư và Agriania;
- 1.000 lính Thracia dưới quyền của Menedemus xứ Alabanda;
- 5.000 lính người Medes, Cissians, Cadusia và Carmania do Aspasianus xứ Medes chỉ huy;
- 10.000 lính Arabians dưới quyền Zabdibelus;
- 5.000 lính đánh thuê Hy Lạp dưới quyền của Hippolochus người xứ Thessalia;
- 1.000 lính Neocreta dưới quyền của Zelys xứ Gortynian
- 500 lính phóng lao Lydian và 1.000 lính Cardakes dưới quyền Lysimachus, người xứ Gaul.
- 4.000 lính dưới quyền của Antipater, cháu của nhà vua
- 2.000 quân dưới quyền của Themison, chỉ huy kị binh
- 103 voi chiến Ấn Độ dưới quyền của Philip và Myischos.

### Lực lượng của Ptolemaios theo Polybius
Ptolemaios đã hoàn thiện sự tuyển dụng quân đội và thiết lập kế hoạch với sự giúp đỡ của nhiều tướng lĩnh đánh thuê. Các lực lượng của ông gồm:
- 3.000 lính Hypaspists dưới quyền Eurylochus, người Magnesia (xứ Agema);
- 2.000 lính phóng lao dưới quyền Socrates, người Boeotian;
- 25.000 lính Phalangites dưới quyền Andromachus, người Aspendia và Ptolemaios, con trai của Thraseas,
- 8.000 lính đánh thuê Hy Lạp dưới quyền của Phoxidas, người Achaean;
- 2.000 lính bắn cung Crete và 1.000 lính bắn cung Neocretan dưới quyền của Philon, người Cnossian;
- 3.000 lính Libyans dưới quyền Ammonius, người Barcian;
- 20.000 lính Ai Cập dưới quyền của tổng tư lệnh của Ptolemaios là Sosibius huấn luyện theo cách của người Macedonia.

Ngoài ra, Ptolemaios còn chiêu mộ 4.000 lính Thracia và Gaul đến từ Ai Cập và 2.000 lính khác tới từ châu Âu dưới quyền của Dionysius người Thracia.

## Voi chiến
Những con voi của Ptolemaios là voi rừng châu Phi, còn của Antiochos là những con voi lớn của Syria, được mang đến từ Ấn Độ. Theo Polybius, voi châu Phi không thể chịu mùi hôi, âm thanh và đối phó lại với những con voi Ấn Độ giống hệt và sẽ dễ dàng tháo chạy toán loạn.

## Trận đánh
Antiochos bước đầu xây dựng trại của mình ở một khoảng cách 10 stades (khoảng 2 km) và sau đó dời xuống chỉ cách 5 stades (khoảng 1 km) tới kẻ địch của mình. Nhiều cuộc giao tranh nhỏ đã nổ ra trước khi cuộc chiến bắt đầu do quá gần nhau. Theodotus, người Aetolian, trước đây là một tướng lĩnh cũ của Ptolemaios, đã lẻn vào trại của Ptolemaios, thậm chí còn tìm được lều của Ptolemaios, nhưng không thực hiện được việc ám sát vì Ptolemaios đi vắng.
Sau 5 ngày giao tranh nhỏ, hai vị vua quyết định dàn quân của mình để giao chiến. Cả hai đội hình Phalanx của họ được đặt ở trung tâm. Bên cạnh đó, họ đặt lính trang bị nhẹ và lính đánh thuê ở đằng trước voi, thậm chí xa hơn ở 2 cánh cùng với kị binh của mình. Họ nói với lính của mình, đánh chiếm vùng đất phía trước ranh giới. Ptolemaios ở bên trái của đội hình quân mình còn Antiochus ở bên phải đội hình của mình khi trận đánh bắt đầu.
Vào lúc bắt đầu trận đánh,những con voi ngẫu nhiên được bố trí ở bên cánh của quân đội đã đưa tới sự thay đổi.Phần lớn voi châu Phi,được sử dụng bởi Ptolemaios,rút lui trong hoảng sợ trước tác động và chạy qua những hàng quân của mình phía sau chúng gây ra sự rối loạn đội ngũ.Đồng thời, Antiochus đã chỉ huy kị binh của mình tới bên phải,di chuyển đến cánh trái của những con voi của Ptolemaios mà đã được thay bằng kị bi binh của kẻ thù.Đồng thời,cánh phải của Ptolemaios đang rút lui và xoay ra để bảo vệ chính nó từ sự uy hiếp của những con voi. Ptolemaios cưỡi ngựa tới khu trung tâm để chỉ đạo đội hình Phalanx tấn công.Trong khi ở rất xa bên phải,kị binh của Ptolemaios cũng tiến quân về phía kẻ thù.
Antiochos tiến quân về phía những kị binh Ptolemaios đang đối đầu với ông và truy kích những kẻ đang bỏ chạy khỏi đội hình,tin tưởng vào một chiến thắng ngày hôm đó.Nhưng ở trung tâm,quân Ptolemaios đã đuổi những người Syria quay trở lại và Antiochos sớm nhận ra rằng những nhận định của ông là sai.Ông cưỡi ngựa quay trở lại nhưng không thể tập hợp những người lính của mình.Trận chiến đã kết thúc.
Sau trận đánh,Antiochos muốn tập hợp và đóng trại bên ngoài thành phố Raphia,nhưng hầu hết binh lính của ông đều trốn trong thành phố.Dẫu vậy họ vẫn phải đến trình diện với ông.Sau đó, ông hành quân tơi Gaza,đề nghị đình chiến với Ptolemaois để chôn cất những xác chết.
Theo Polybius,người Syria mất khoảng 10000 người,khoảng 300 con ngựa và 5 voi, 4000 người bị bắt làm tù binh. Thiệt hại bên phía Ptolemaios là 1500 người,700 ngựa  và 16 con voi.Hầu hết voi của Antiochos bị phe Ptolemaios thu giữ.

## Kết quả
Chiến thắng của Ptolemaios đã bảo đảm tỉnh Coele-Syria cho Ai Cập, nhưng nó chỉ là một thời gian ngắn; tại trận Panium vào năm 198 trước Công nguyên Antiochus đã đánh bại quân đội của con trai của Ptolemaios, Ptolemaios V và chiếm lại Coele Syria cùng Judea.
Chiến thắng của Ptolemaios dựa vào việc trang bị và huấn luyện theo kiểu đội hình Phalanx cho người Ai Cập bản xứ mà lần đầu tiên chiếm một tỷ lệ lớn trong lực lượng Phalangites của ông, và giúp giải quyết vấn đề nhân lực của ông.